# Kottagalu, Kanakapura
Kottagalu là một làng thuộc tehsil Kanakapura, huyện Ramanagara, bang Karnataka, Ấn Độ.